# Umweltpreis für Journalisten
Der JournalistInnen-Umweltpreis (vorher  Umweltpreis für Journalisten) war ein Journalistenpreis der Deutschen Umweltstiftung von 1982 bis 2006.

## Geschichte
1982 wurde der Umweltpreis für Journalisten erstmals durch die neu gegründete Deutsche Umweltstiftung aus  Germersheim vergeben.
Ausgezeichnet wurden einzelne Reportagen, Bücher, Artikelserien, Film- oder Rundfunkbeiträge zu übergreifenden Themen im Umweltbereich, die von besonderer Wichtigkeit waren. Über die Preisvergabe entschied eine Jury, die aus den drei Vorstandsmitgliedern der Stiftung bestand. Er war später mit 2.500 Euro dotiert.
Der Preis wurde einige Jahre nicht verliehen, wenn keine geeigneten Vorschläge vorlagen.
2006 erfolgte die letzte bekannte Preisverleihung.

## Preisträger
- 1982: Mark vom Hofe und Herbert Haas (damals Kölner Stadt-Anzeiger) für die Artikelserie Natur in Not – Umweltprobleme im Bergischen Land.
- 1983: Jochen Bölsche (Der Spiegel) für seine Artikelserien Natur ohne Schutz und Die deutsche Landschaft stirbt.
- 1984: Peter Groth (Verdener Nachrichten) und Burkhard Ilschner (Bremer Nachrichten) für ihre Artikelserien und Dokumentationen Ist die Nordsee noch zu retten? und Weser und Aller – Nutzung und Verschmutzung – wie krank sind unsere Flüsse?.
- 1985: Annette Pfeiffer (freie Mitarbeiterin des Bayerischen Rundfunks und anderer Rundfunkanstalten) für ihre Sendungen über Verbraucherschutz
- 1986: kein Preis vergeben
- 1987: Wolfgang Moser (Südwestfunk Baden-Baden) für seine Filme über relevante Umweltprobleme in dem Fernsehmagazin Report.
- 1988: Elvira Spill (damals freie Mitarbeiterin des Stern) und Gert Monheim (Westdeutscher Rundfunk) wurden für ihre mutigen Berichte und Dokumentationen zu umwelttoxikologischen und arbeitsmedizinischen Missständen geehrt, Gert Monheim für seinen Fernseh-Dokumentarfilm Gesucht wird Gift am Arbeitsplatz zu den gesundheitsschädigenden Verhältnissen in einer 1985 geschlossenen chemischen Fabrik in Marktredwitz.
- 1989: Ingrid Knebel, die ehrenamtlich für den Inhalt und die meisten Artikel der Zeitung Stop/pelfeld verantwortlich war.
- 1990: Klaus-Dieter Mörl (verantwortlicher Redakteur und Gründer des Magazins für Naturfreunde UhU im Jahre 1985) wurde für sein Engagement und den großen Mut ausgezeichnet, mit dem er trotz erheblicher Ärgernisse mit staatlichen Stellen in der DDR für dieses Magazin und als freier Journalist für Medien in West-Berlin und Westdeutschland, gearbeitet und gestritten hat.
- 1991: Joachim Wille (Frankfurter Rundschau) für seine Bücher Die Tempomacher – freie Fahrt ins Chaos (1988), und Wackersdorf – der Atomstaat und die Bürger (1987). Die Entscheidung zugunsten von Joachim Wille beruhte auch darauf, dass sein Engagement über viele Jahre hinweg ihn als Anwalt von Natur und Umwelt ausweist.
- 1992: kein Preis vergeben
- 1993: kein Preis vergeben. Laut Ausschreibung sollten Arbeiten zum Thema „Minderung von Kohlendioxidemissionen“ geehrt werden. Es gab jedoch zu wenige Bewerbungen, die das Thema nicht ausreichend behandelten.
- 1994: Monika Wellershaus (Deutschlandradio), Redaktion Ozon (Ostdeutscher Rundfunk Brandenburg), Fritz Vorholz (Die Zeit).
- 1995: Redaktion der Jugendumweltzeitung Juckreiz (Berlin) für ihre Arbeit im Dienste des Umweltschutzes.
- 1996: kein Preis vergeben
- 1997: Redaktion ML Mona Lisa (ZDF) für acht Beiträge in den sonntäglichen ML-Sendungen aus den Jahren 1995 bis 1997 und Mario Ulbrich (Lokalredaktion Zwickau, Freie Presse Chemnitz) für seine Naturserien Besonderheiten und Bedeutung von Biotopen an lokalen Beispielen – rund 30 Artikel.
- 1998 bis 2001: kein Preis vergeben
- 2002: Meike Hemschemeier und Thomas Weidenbach (freie Mitarbeiter des WDR) für ihre über viele Jahre andauernde engagierte journalistische Tätigkeit im Dienste einer gesunden Umwelt und der Erhaltung eines ökologischen Gleichgewichts verliehen. Öffentlich herausgestellt und gewürdigt wird mit dieser Auszeichnung ihr Fernseh-Dreiteiler Mitgift – aus Katastrophen lernen.
- 2003 und 2004: kein Preis vergeben
- 2005: Vera Gaserow (Frankfurter Rundschau) für die engagiert-kritische Beobachtung der Umweltpolitik in Berlin
- 2006: Thomas Dersee (Herausgeber des Strahlentelex) für eine 20-jährige unabhängige Informationsarbeit.